# The Incredible Shrinking Man
The Incredible Shrinking Man (prt: Sentenciado; mac: O Anão)  é um filme estadunidense de 1957 do gênero ficção científica dirigida por Jack Arnold com roteiro adaptado de Richard Matheson de sua novela The Shrinking Man. O filme beira o surrealismo e o humor negro mas não parece ser intencional. As cenas de ação são consideradas bem imaginativas e a relação estranha que se forma entre o casal protagonista é um dos pontos altos do roteiro.

## Elenco principal
- Grant Williams - Scott Carey
- Randy Stuart - Louise Carey
- April Kent - Clarice
- Orangey - Butch, o gato

## Sinopse
Scott Carey está de férias com sua esposa em um barco no mar, quando avista uma estranha nuvem se aproximando, que ele não sabe que é radioativa. A mulher está dentro da cabine e só Scott acaba entrando em contato com a nuvem. Quatro meses depois, novo incidente ocorre, com Scott se contaminando com um pesticida soltado por um caminhão. A partir daí ele começa a notar que suas roupas parecem estar maiores e que está perdendo peso dia-à-dia. Até que descobre que está a encolher. Os médicos tentam descobrir uma maneira de deter o processo. Quando Scott já está com a altura de 1,10 m, sem trabalho e sem poder sair de casa pois a imprensa já divulgara a sua história, os médicos aparentemente conseguem parar o encolhimento. 
Scott se cansa e sai de casa uma noite, se acalmando quando faz amizade com uma artista anã do circo. Mas sua tranquilidade dura pouco, quando percebe que voltou a encolher. Quando está com apenas alguns centímetros de altura, ele é atacado por seu gato doméstico enquanto sua esposa estava fora de casa.
Scott acaba caindo no porão da casa, e a sua esposa ao chegar, não o vê e conclui que ele foi morto pelo gato. No porão, Scott tenta de todas as maneiras sobreviver, encarando desta vez uma enorme aranha que silenciosamente tece sua teia na escuridão.